# Подоляк Григорій Васильович
Григорій Васильович Подоляк (17 січня 1920, село Тарасівка, тепер Запорізької області — 3 червня 1990, місто Львів) — український радянський партійний діяч, 1-й секретар Ленінського райкому КПУ міста Львова, секретар Львівського міського комітету КПУ, директор Львівського філіалу Центрального музею В. І. Леніна. Кандидат історичних наук.

## Життєпис
Народився в селянській родині. Трудову діяльність розпочав у 1937 році вчителем.
Закінчив Ростовський-на-Дону державний педагогічний інститут.
Член ВКП(б).
З 1944 до 1951 року — на відповідальній комсомольській роботі в Львівській області: секретар із пропаганди та агітації Львівського обласного комітету ЛКСМУ.
У 1953—1960 роках — 1-й секретар Ленінського районного комітету КПУ міста Львова
У 1960—1962 роках — завідувач відділу Львівського обласного комітету КПУ.
У січні — грудні 1962 року — секретар Львівського міського комітету КПУ.
У січні 1963 — грудні 1964 року — завідувач відділу партійних органів Львівського промислового обласного комітету КПУ.
У грудні 1964 — 1967 року — завідувач відділу пропаганди і агітації Львівського обласного комітету КПУ.
У 1967—1972 роках — завідувач відділу науки і навчальних закладів Львівського обласного комітету КПУ.
У 1972—1989 роках — директор Львівського філіалу Центрального музею Володимира Ілліча Леніна.
З 1989 року — персональний пенсіонер республіканського значення. Очолював раду ветеранів комсомолу Львівського обласного комітету ЛКСМУ.
Раптово помер 3 червня 1990 року у Львові.

### Вибрані публікації
- Львовский филиал Центрального музея В. И. Ленина : путеводитель / А. П. Кальченко, В. В. Машотас, Г. В. Подоляк. Львов, 1989.

## Нагороди
- орден «Знак Пошани»
- медалі